# Pallacanestro Olimpia Milano 2018-2019
Questa voce raccoglie le informazioni riguardanti la Pallacanestro Olimpia Milano nelle competizioni ufficiali della stagione 2018-2019.

## Stagione
La stagione 2018-2019 dell'Olimpia Milano, sponsorizzata AX Armani Exchange, è la 86ª nel massimo campionato italiano di pallacanestro, la Serie A.
All'inizio della nuova stagione la Lega Basket decise di modificare il regolamento riguardo al numero di giocatori stranieri da schierare contemporaneamente in campo. Si decise così di optare per la scelta della formula con 6 giocatori stranieri senza vincoli.

## Maglie
| Campionato Rossa |  | Campionato Bianca | Eurolega Rossa | Eurolega Scura |

## Roster
Aggiornato al 13 luglio 2020.
| AX Armani Exchange Milano 2018-19 | AX Armani Exchange Milano 2018-19 |
| Giocatori                         | Staff tecnico                     |
| --------------------------------- | --------------------------------- |

| N. | Naz.                                                  | Ruolo | Nome                  | Anno | Alt.   | Peso   |  |
| -- | ----------------------------------------------------- | ----- | --------------------- | ---- | ------ | ------ |  |
| 00 | Italia (bandiera)                                     | G     | Amedeo Della Valle    | 1993 | 194 cm | 86 kg  |  |
| 2  | Stati Uniti (bandiera)                                | P     | Mike James            | 1990 | 185 cm | 88 kg  |  |
| 5  | Serbia (bandiera)                                     | AP    | Vladimir Micov        | 1985 | 201 cm | 101 kg |  |
| 6  | Italia (bandiera)                                     | P     | Federico Ferraris     | 2001 | 185 cm |        |  |
| 6  | Italia (bandiera)                                     | G     | Riccardo Musumeci     | 2002 | 187 cm |        |  |
| 6  | Italia (bandiera)                                     | G     | Cristian Barbieri     | 2002 | 190 cm |        |  |
| 7  | Lituania (bandiera)                                   | C     | Artūras Gudaitis      | 1993 | 211 cm | 115 kg |  |
| 13 | Italia (bandiera)                                     | AP    | Simone Fontecchio     | 1995 | 203 cm | 91 kg  |  |
| 14 | Italia (bandiera)                                     | G     | Francesco De Capitani | 2002 | 190 cm |        |  |
| 14 | Italia (bandiera)                                     | AP    | Vittorio Lazzari      | 2001 | 190 cm |        |  |
| 14 | Italia (bandiera)                                     | AP    | Angelillo D'Ambrosio  | 2001 | 193 cm |        |  |
| 15 | Stati Uniti (bandiera)                                | C     | Kaleb Tarczewski      | 1993 | 211 cm | 111 kg |  |
| 16 | Serbia (bandiera)                                     | G     | Nemanja Nedović       | 1991 | 191 cm | 88 kg  |  |
| 19 | Lituania (bandiera)                                   | AP    | Mindaugas Kuzminskas  | 1989 | 205 cm | 102 kg |  |
| 20 | Italia (bandiera)                                     | P     | Andrea Cinciarini (C) | 1986 | 193 cm | 85 kg  |  |
| 21 | Stati Uniti (bandiera)                                | AP    | James Nunnally        | 1990 | 201 cm | 93 kg  |  |
| 23 | Stati Uniti (bandiera) · Italia (bandiera)            | AG    | Christian Burns       | 1985 | 203 cm | 110 kg |  |
| 32 | Stati Uniti (bandiera) · Italia (bandiera)            | AG    | Jeff Brooks           | 1989 | 203 cm | 96 kg  |  |
| 45 | Lettonia (bandiera)                                   | G     | Dairis Bertāns        | 1989 | 193 cm | 91 kg  |  |
| 55 | Stati Uniti (bandiera)                                | P     | Curtis Jerrells       | 1987 | 185 cm | 88 kg  |  |
| 92 | Bosnia ed Erzegovina (bandiera) · Slovenia (bandiera) | C     | Alen Omić             | 1992 | 216 cm | 109 kg |  |
| -  | Italia (bandiera)                                     | G     | Federico Casati       | 2002 |        |        |  |
| -  | Italia (bandiera)                                     | A     | Davide Milesi         | 2002 |        |        |  |
| -  | Italia (bandiera)                                     | AG    | Federico Tosi         | 2002 | 200 cm | 90 kg  |  |

| Allenatore |
| - Simone Pianigiani |
| Assistente/i |
| - Massimo Cancellieri - Mario Fioretti - Marco Esposito - Andrea Turchetto Legenda - (C) Capitano - (IN) Inattivo - Infortunato Roster |

## Mercato

### Sessione estiva
| Acquisti | Acquisti           | Acquisti       | Acquisti      | Acquisti |
| R.       | Nome               | da             | Modalità      |          |
| -------- | ------------------ | -------------- | ------------- | -------- |
| G        | Amedeo Della Valle | Pall. Reggiana | definitivo    |          |
| AG       | Jeff Brooks        | Málaga         | definitivo    |          |
| AP       | Nemanja Nedović    | Málaga         | definitivo    |          |
| AG       | Christian Burns    | Pall. Cantù    | definitivo    |          |
| P        | Mike James         | Panathīnaïkos  | definitivo    |          |
| AP       | Simone Fontecchio  | Vanoli Cremona | fine prestito |          |
| AP       | Andrea La Torre    | N.P.C. Rieti   | fine prestito |          |

| Cessioni | Cessioni           | Cessioni             | Cessioni          | Cessioni |
| R.       | Nome               | a                    | Modalità          |          |
| -------- | ------------------ | -------------------- | ----------------- | -------- |
| G        | Andrew Goudelock   | Shandong G. Stars    | fine contratto    |          |
| AG       | Davide Pascolo     | Aquila Trento        | rescissione       |          |
| P        | Mantas Kalnietis   | ASVEL                | fine contratto    |          |
| C        | Marco Cusin        | Auxilium Torino      | fine contratto    |          |
| G        | Awudu Abass        | Brescia              | fine contratto    |          |
| AG       | Amath M'Baye       | Virtus Bologna       | rescissione       |          |
| G        | Giordano Bortolani | Legnano Basket       | prestito          |          |
| GA       | Bruno Cerella      | Reyer Venezia        | riscatto prestito |          |
| G        | Lorenzo Bartoli    | Nuova Pall. Olginate | fine contratto    |          |

### Dopo l'inizio della stagione
| Acquisti | Acquisti         | Acquisti        | Acquisti        | Acquisti   |
| R.       | Nome             | da              | Data            | Modalità   |
| -------- | ---------------- | --------------- | --------------- | ---------- |
| AG       | Aleksandr Šaškov | Helios Domžale  | 11 ottobre 2018 | definitivo |
| C        | Alen Omić        | Budućnost       | 2 gennaio 2019  | definitivo |
| AP       | James Nunnally   | Houston Rockets | 28 gennaio 2018 | definitivo |

| Cessioni | Cessioni         | Cessioni      | Cessioni         | Cessioni    |
| R.       | Nome             | a             | Data             | Modalità    |
| -------- | ---------------- | ------------- | ---------------- | ----------- |
| AG       | Aleksandr Šaškov | V.L. Pesaro   | 11 ottobre 2018  | prestito    |
| AP       | Andrea La Torre  | Pall. Cantù   | 7 novembre 2018  | rescissione |
| P        | Jordan Theodore  | AEK Atene     | 28 dicembre 2018 | rescissione |
| G        | Dairis Bertāns   | N.O. Pelicans | 28 febbraio 2019 | rescissione |

## Risultati

### Serie A

#### Stagione regolare

##### Girone d'andata
| Arbitri: | Begnis Grigioni Bongiorni |

|                                  |            |                                                   |
| James 20 Della Valle 14 Micov 12 | Punti      | 19 Brown, Banks 11 Moraschini, Chappell 9 Gaffney |
| James 5                          | Assist     | 3 Moraschini                                      |
| Kuzminskas 8                     | Rimbalzi   | 8 Brown                                           |
| Simone Pianigiani                | Allenatori | Francesco Vitucci                                 |

| Arbitri: | Sabetta Sardella Borgo |

|                              |            |                                 |
| Qvale 18 Taylor 15 Punter 14 | Punti      | 26 James 18 Nedović 14 Gudaitis |
| Taylor 9                     | Assist     | 6 James                         |
| Qvale 12                     | Rimbalzi   | 11 Gudaitis                     |
| Stefano Sacripanti           | Allenatori | Simone Pianigiani               |

| Arbitri: | Lanzarini Borgioni Galasso |

|                                      |            |                                                      |
| Kuzminskas 20 Burns 13 Tarczewski 12 | Punti      | 21 Johnson K., Krubally 10 Auda, Johnson D. 7 Bolpin |
| James 6                              | Assist     | 5 Johnson K.                                         |
| Burns 8                              | Rimbalzi   | 7 Krubally                                           |
| Simone Pianigiani                    | Allenatori | Alessandro Ramagli                                   |

| Arbitri: | Lo Guzzo Grigioni Morelli |

|                                                    |            |                                        |
| Blackmon, Artis 21 McCree, Mockevičius 11 Murray 9 | Punti      | 19 James 12 Micov 11 Kuzminskas, Burns |
| Artis 5                                            | Assist     | 4 James                                |
| Mockevičius 10                                     | Rimbalzi   | 12 Burns                               |
| Massimo Galli                                      | Allenatori | Simone Pianigiani                      |

| Arbitri: | Mazzoni Baldini Attard |

|             |            |                   |
| Larry Brown | Allenatori | Simone Pianigiani |

| Arbitri: | Bartoli Di Francesco Giovannetti |

|                   |            |                |
| Simone Pianigiani | Allenatori | Devis Cagnardi |

| Arbitri: | Paternicò Sabetta Belfiore |

|                    |            |                   |
| Walter De Raffaele | Allenatori | Simone Pianigiani |

| Arbitri: | Sardella Baldini Quarta |

|                   |            |                 |
| Simone Pianigiani | Allenatori | Romeo Sacchetti |

| Arbitri: | Filippini Martolini Bongiorni |

|                 |            |                   |
| Evgenij Pašutin | Allenatori | Simone Pianigiani |

| Arbitri: | Rossi Bettini Giovannetti |

|                   |            |                   |
| Vincenzo Esposito | Allenatori | Simone Pianigiani |

| Arbitri: | Sahin Paglialunga Percaivalle |

|                   |            |              |
| Simone Pianigiani | Allenatori | Attilio Caja |

| Arbitri: | Mazzoni Bartoli Vita |

|                   |            |              |
| Simone Pianigiani | Allenatori | Andrea Diana |

| Arbitri: | Paternicò Vicino Nicolini |

|               |            |                   |
| Nenad Vučinić | Allenatori | Simone Pianigiani |

| Arbitri: | Filippini Weidmann Perciavalle |

|                   |            |                    |
| Simone Pianigiani | Allenatori | Maurizio Buscaglia |

| Arbitri: | Begnis Di Francesco Galasso |

|                   |            |                   |
| Eugenio Dalmasson | Allenatori | Simone Pianigiani |

##### Girone di ritorno
| Arbitri: | Martolini Weidmann Borgo |

|                   |            |                   |
| Francesco Vitucci | Allenatori | Simone Pianigiani |

| Arbitri: | Paternicò Rossi Quarta |

|                   |            |                    |
| Simone Pianigiani | Allenatori | Stefano Sacripanti |

| Arbitri: | Sahin Attard Calbucci |

|                    |            |                   |
| Alessandro Ramagli | Allenatori | Simone Pianigiani |

| Arbitri: | Bartoli Bettini Pepponi |

|                   |            |                   |
| Simone Pianigiani | Allenatori | Matteo Boniciolli |

| Arbitri: | Lanzarini Giovannetti Belfiore |

|                   |            |                |
| Simone Pianigiani | Allenatori | Paolo Galbiati |

| Arbitri: | Filippini Di Francesco Perciavalle |

|                     |            |                   |
| Stefano Pillastrini | Allenatori | Simone Pianigiani |

| Arbitri: | Lo Guzzo Paglialunga Belfiore |

|                   |            |                    |
| Simone Pianigiani | Allenatori | Walter De Raffaele |

| Arbitri: | Mazzoni Attard Pepponi |

|                 |            |                   |
| Romeo Sacchetti | Allenatori | Simone Pianigiani |

| Arbitri: | Martolini Vicino Morelli |

|                   |            |                |
| Simone Pianigiani | Allenatori | Nicola Brienza |

| Arbitri: | Paternicò Paglialunga Bongiorni |

|                   |            |                    |
| Simone Pianigiani | Allenatori | Gianmarco Pozzecco |

| Arbitri: | Lanzarini Weidmann Perciavalle |

|              |            |                   |
| Attilio Caja | Allenatori | Simone Pianigiani |

| Arbitri: | Begnis Baldini Borgioni |

|              |            |                   |
| Andrea Diana | Allenatori | Simone Pianigiani |

| Arbitri: | Rossi Sardella Belfiore |

|                   |            |                    |
| Simone Pianigiani | Allenatori | Massimo Maffezzoli |

| Arbitri: | Mazzoni Bartoli Galasso |

|                    |            |                   |
| Maurizio Buscaglia | Allenatori | Simone Pianigiani |

| Arbitri: | Lo Guzzo Grigioni Morelli |

|                   |            |                   |
| Simone Pianigiani | Allenatori | Eugenio Dalmasson |

#### Play-off

##### Quarti di finale
| Arbitri: | Mazzoni (Grosseto) Sardella (Rimini) Perciavalle (Torino) |

|                                  |            |                                      |
| Micov 23 Jerrells 12 Nunnally 11 | Punti      | 21 Sykes 18 Udanoh 11 Filloy, Harper |
| Cinciarini 4                     | Assist     | 10 Sykes                             |
| Brooks, Tarczewski 6             | Rimbalzi   | 9 Udanoh                             |
| Simone Pianigiani                | Allenatori | Massimo Maffezzoli                   |

| Arbitri: | Sahin (Messina) Baldini (Firenze) Giovannetti (Terni) |

|                                  |            |                            |
| Nunnally 19 Jerrells 18 Micov 12 | Punti      | 23 Sykes 13 Harper 9 Young |
| Jerrells 4                       | Assist     | 3 Harper                   |
| Tarczewski 8                     | Rimbalzi   | 4 Young                    |
| Simone Pianigiani                | Allenatori | Massimo Maffezzoli         |

| Arbitri: | Paternicò (Piazza Armerina) Martolini (Roma) Quarta (Torino) |

|                                      |            |                                               |
| Filloy 16 Harper, Udanoh 14 Sykes 13 | Punti      | 12 Cinciarini 10 Jerrells, Tarczewski 9 Micov |
| Udanoh 4                             | Assist     | 5 Cinciarini                                  |
| Udanoh 8                             | Rimbalzi   | 12 Tarczewski                                 |
| Massimo Maffezzoli                   | Allenatori | Simone Pianigiani                             |

| Arbitri: | Filippini (San Lazzaro di Savena) Lo Guzzo (Pisa) Bartoli (Trieste) |

|                               |            |                                                   |
| Harper 29 Sykes 14 Nichols 11 | Punti      | 28 Nunnally 15 Jerrells, Kuzminskas 10 Tarczewski |
| Filloy, Harper, Sykes 4       | Assist     | 4 Cinciarini                                      |
| Costello 7                    | Rimbalzi   | 11 Kuzminskas                                     |
| Massimo Maffezzoli            | Allenatori | Simone Pianigiani                                 |

| Arbitri: | Sahin (Messina) Weidmann (Campobasso) Giovannetti (Terni) |

|                                                  |            |                                       |
| Nunnally 25 Nedović 13 Kuzminskas, Tarczewski 12 | Punti      | 15 Harper, Nichols 14 Udanoh 11 Sykes |
| Nunnally 7                                       | Assist     | 6 Harper                              |
| Brooks, Tarczewski 7                             | Rimbalzi   | 9 Udanoh                              |
| Simone Pianigiani                                | Allenatori | Massimo Maffezzoli                    |

##### Semifinale
| Arbitri: | Mazzoni (Grosseto) Rossi (Anghiari) Vicino (Argelato) |

|                                 |            |                                  |
| Micov 16 James 12 Tarczewski 10 | Punti      | 26 Gentile 25 Thomas 13 Polonara |
| Micov 5                         | Assist     | 4 Pierre                         |
| Tarczewski 13                   | Rimbalzi   | 11 Pierre, Polonara              |
| Simone Pianigiani               | Allenatori | Gianmarco Pozzecco               |

| Arbitri: | Begnis (Crema) Sardella (Rimini) Bettini (Bologna) |

|                               |            |                                  |
| James 32 Micov 21 Nunnally 17 | Punti      | 29 Polonara 21 Pierre 15 Gentile |
| James 3                       | Assist     | 4 Spissu                         |
| Brooks, Tarczewski 8          | Rimbalzi   | 17 Thomas                        |
| Simone Pianigiani             | Allenatori | Gianmarco Pozzecco               |

| Arbitri: | Filippini (San Lazzaro di Savena) Martolini (Roma) Weidmann (Campobasso) |

|                              |            |                                             |
| Smith 29 Thomas 22 Cooley 20 | Punti      | 19 Nunnally 18 Kuzminskas, James 16 Nedović |
| Gentile, Thomas 6            | Assist     | 7 James                                     |
| Thomas 8                     | Rimbalzi   | 9 Tarczewski                                |
| Gianmarco Pozzecco           | Allenatori | Simone Pianigiani                           |

### Eurolega

#### Stagione regolare
| Arbitri: | Miguel Perez Olegs Latisevs Ioannis Foufis |

|                   |            |                   |
| Aleksandar Džikić | Allenatori | Simone Pianigiani |

| Arbitri: | Sasa Pukl Milivoje Jovcic Renaud Geller |

|                   |            |            |
| Simone Pianigiani | Allenatori | Pablo Laso |

| Arbitri: | Juan Carlos Garcia Piotr Pastusiak Seffi Shemmesh |

|             |            |                   |
| David Blatt | Allenatori | Simone Pianigiani |

| Arbitri: | Matej Boltauzer Carlos Peruga Tomislav Hordov |

|                   |            |                    |
| Simone Pianigiani | Allenatori | Giōrgos Mpartzōkas |

| Arbitri: | Christos Christodoulou Borys Ryzhyk Tomasz Trawicki |

|                   |            |              |
| Simone Pianigiani | Allenatori | Ergin Ataman |

| Arbitri: | Damir Javor Carlos Cortes Rain Peerandi |

|                   |            |                  |
| Simone Pianigiani | Allenatori | Dīmītrīs Itoudīs |

| Arbitri: | Benjamin Jimenez Anne Panther Ioannis Foufis |

|            |            |                   |
| Ahmet Çakı | Allenatori | Simone Pianigiani |

| Arbitri: | Milivoje Jovcic Fernando Rocha Petri Mantyla |

|                   |            |                   |
| Simone Pianigiani | Allenatori | Velimir Perasović |

| Arbitri: | Christos Christodoulou Tomislav Hordov Amit Balak |

|                 |            |                   |
| Svetislav Pešić | Allenatori | Simone Pianigiani |

| Arbitri: | Daniel Hierrezuelo Matej Boltauzer Milos Koljensic |

|                      |            |                   |
| Šarūnas Jasikevičius | Allenatori | Simone Pianigiani |

| Arbitri: | Robert Lottermoser Elias Koromilas Mehdi Difallah |

|                   |            |               |
| Simone Pianigiani | Allenatori | Víctor García |

| Arbitri: | Miguel Perez Sreten Radovic Olegs Latisevs |

|                  |            |                   |
| Željko Obradović | Allenatori | Simone Pianigiani |

| Arbitri: | Sasa Pukl Bejamin Jimenez Sergio Silva |

|                   |            |                |
| Simone Pianigiani | Allenatori | Dejan Radonjić |

| Arbitri: | Juan Garcia Emin Mogulkoc Piotr Pastusiak |

|                 |            |                   |
| Giōrgos Vovoras | Allenatori | Simone Pianigiani |

| Arbitri: | Daniel Hierrezuelo Tomislav Hordov Saso Petek |

|                      |            |                   |
| Giannīs Sfairopoulos | Allenatori | Simone Pianigiani |

| Arbitri: | Fernando Rocha Petri Mantyla Aare Halliko |

|                   |            |               |
| Simone Pianigiani | Allenatori | Jasmin Repeša |

| Arbitri: | Matej Boltauzer Milivoje Jovcic Joseph Bissang |

|                   |            |                 |
| Simone Pianigiani | Allenatori | Svetislav Pešić |

| Arbitri: | Juan Garcia Ioannis Foufis Arturas Sukys |

|                |            |                   |
| Dejan Radonjić | Allenatori | Simone Pianigiani |

| Arbitri: | Robert Lottermoser Emin Mogulkoc Mehdi Difallah |

|                   |            |                   |
| Velimir Perasović | Allenatori | Simone Pianigiani |

| Arbitri: | Christos Christodoulou Sreten Radovic Emilio Perez |

|                   |            |                      |
| Simone Pianigiani | Allenatori | Šarūnas Jasikevičius |

| Arbitri: | Damir Javor Petri Mantyla Clemens Fritz |

|               |            |                   |
| Víctor García | Allenatori | Simone Pianigiani |

| Arbitri: | Matej Boltazuer Rain Peerandi Jordi Aliaga |

|                   |            |              |
| Simone Pianigiani | Allenatori | Selçuk Ernak |

| Arbitri: | Borys Ryzhyk Carlos Garcia Anne Panther |

|                   |            |                      |
| Simone Pianigiani | Allenatori | Giannīs Sfairopoulos |

| Arbitri: | Daniel Hierrezuelo Tomislav Hordov Saso Petek |

|                   |            |                   |
| Rimas Kurtinaitis | Allenatori | Simone Pianigiani |

| Arbitri: | Sreten Radovic Miguel Perez Tomasz Trawicki |

|                  |            |                   |
| Dīmītrīs Itoudīs | Allenatori | Simone Pianigiani |

| Arbitri: | Robert Lottermoser Emilio Perez Sergio Silva |

|                   |            |             |
| Simone Pianigiani | Allenatori | David Blatt |

| Arbitri: | Sasa Pukl Elias Koromilas Petri Mantyla |

|            |            |                   |
| Pablo Laso | Allenatori | Simone Pianigiani |

| Arbitri: | Juan Garcia Milivoje Jovcic Ersan Kartal |

|                   |            |             |
| Simone Pianigiani | Allenatori | Rick Pitino |

| Arbitri: | Borys Ryzhyk Matej Boltauzer Carlos Cortes |

|                   |            |                  |
| Simone Pianigiani | Allenatori | Željko Obradović |

| Arbitri: | Miguel Perez Ilija Belosevic Anne Panther |

|              |            |                   |
| Ergin Ataman | Allenatori | Simone Pianigiani |

### Coppa Italia
| Arbitri: | Mazzoni (Grosseto) Martolini (Roma) Borgioni (Roma) |

|                               |            |                                         |
| Nunnally 19 Micov 17 James 13 | Punti      | 23 Taylor 15 Aradori 14 M'Baye, Moreira |
| James 5                       | Assist     | 1 (6 giocatori)                         |
| Brooks 13                     | Rimbalzi   | 10 Moreira                              |
| Simone Pianigiani             | Allenatori | Stefano Sacripanti                      |

### Supercoppa Italiana
| Arbitri: | Filippini (Pisa) Vicino (Bologna) Weidmann (Roma) |

| |            | |
| Nedović 23 | Punti      | 15 Abass |
| Nedović 7 | Assist     | 9 Vitali |
| Gudaitis 11 | Rimbalzi   | 10 Hamilton |
| 2 James• 5 Micov• 7 Gudaitis• 16 Nedović• 23 Burns 0 Della Valle• 6 Musumeci• 9 Bertāns• 13 Fontecchio• 19 Kuzminskas• 20 Cinciarini• 32 Brooks | Formazioni | 0 Allen• 1 Hamilton• 5 Abass• 7 Vitali• 12 Mika 4 Ceron• 8 Laquintana• 10 Caroli• 18 Beverly• 29 Zerini• 34 Moss• 41 Sacchetti |
| Simone Pianigiani | Allenatori | Andrea Diana |

| Arbitri: | Filippini (Pisa) Bettini (Bologna) Vicino (Pisa) |

|                                             |            |                                        |
| Carr 15 McAdoo 12 Cotton, Taylor, Wilson 11 | Punti      | 17 Gudaitis, Micov 14 Nedović 10 James |
| Carr, Poeta 4                               | Assist     | 4 James                                |
| Wilson 7                                    | Rimbalzi   | 10 Gudaitis                            |
| Larry Brown                                 | Allenatori | Simone Pianigiani                      |

## Statistiche
Aggiornate al 2 novembre 2020

### Statistiche di squadra
| Competizione          | G  | V  | P  | Pt   | 2PT  | 3PT  | TL   | Rimbalzi | Rimbalzi | Rimbalzi | Stop | Palle | Palle | Ass  |
| Competizione          | G  | V  | P  | Pt   | 2PT  | 3PT  | TL   | Off      | Dif      | Tot      | Stop | Perse | Rec.  | Ass  |
| --------------------- | -- | -- | -- | ---- | ---- | ---- | ---- | -------- | -------- | -------- | ---- | ----- | ----- | ---- |
| LBA Serie A           | 30 | 23 | 7  | 86.2 | 54.4 | 37.8 | 76.6 | 10.0     | 25.6     | 35.6     | 2.3  | 11.3  | 6.5   | 15.9 |
| Play-off              | 8  | 3  | 5  | 83.2 | 46.2 | 37.4 | 79.1 | 12.6     | 24.7     | 37.3     | 2.2  | 10.2  | 5.2   | 15.1 |
| Euroleague Basketball | 30 | 14 | 16 | 87.2 | 52.8 | 38.7 | 80.5 | 10.9     | 23.6     | 34.0     | 2.1  | 11.3  | 6.4   | 15.9 |
| Supercoppa Italiana   | 2  | 2  | 0  | 81.5 | 45.6 | 37.4 | 80.0 | 11.0     | 30.5     | 41.5     | 1.0  | 11.5  | 8.0   | 17.5 |
| Coppa Italia          | 1  | 1  | 0  | 84.0 | 48.9 | 29.0 | 64.7 | 18.0     | 25.0     | 43.0     | 1.0  | 12.0  | 8.0   | 14.0 |
| Totale                | 71 | 43 | 28 | 83.6 | 50.6 | 35.8 | 76.6 | 11.9     | 25.9     | 37.8     | 1.7  | 11.5  | 6.7   | 15.6 |

### Andamento in campionato
| Giornata  | 1 | 2 | 3 | 4 | 5 | 6 | 7 | 8 | 9 | 10 | 11 | 12 | 13 | 14 | 15 | 16 | 17 | 18 | 19 | 20 | 21 | 22 | 23 | 24 | 25 | 26 | 27 | 28 | 29 | 30 |
| --------- | - | - | - | - | - | - | - | - | - | -- | -- | -- | -- | -- | -- | -- | -- | -- | -- | -- | -- | -- | -- | -- | -- | -- | -- | -- | -- | -- |
| Luogo     | C | T | C | T | T | C | T | C | T | T  | C  | C  | T  | C  | T  | T  | C  | T  | C  | C  | T  | C  | T  | C  | C  | T  | T  | C  | T  | C  |
| Risultato | V | V | V | V | V | V | V | V | V | V  | V  | V  | P  | V  | V  | P  | V  | P  | V  | V  | V  | P  | P  | V  | P  | V  | P  | V  | V  | V  |
| Posizione | 2 | 2 | 2 | 2 | 2 | 2 | 1 | 1 | 1 | 1  | 1  | 1  | 1  | 1  | 1  | 1  | 1  | 1  | 1  | 1  | 1  | 1  | 1  | 1  | 1  | 1  | 1  | 1  | 1  | 1  |

Fonte:  Serie A – Classifica , su web.legabasket.it.
Legenda:

Luogo: C = Casa; T = Trasferta. Risultato: V = Vittoria; P = Sconfitta.
- = Turno di riposo.

### Andamento in Eurolega
| Giornata  | 1 | 2 | 3 | 4 | 5 | 6 | 7 | 8 | 9 | 10 | 11 | 12 | 13 | 14 | 15 | 16 | 17 | 18 | 19 | 20 | 21 | 22 | 23 | 24 | 25 | 26 | 27 | 28 | 29 | 30 |
| --------- | - | - | - | - | - | - | - | - | - | -- | -- | -- | -- | -- | -- | -- | -- | -- | -- | -- | -- | -- | -- | -- | -- | -- | -- | -- | -- | -- |
| Luogo     | T | C | T | C | C | C | T | C | T | T  | C  | T  | C  | T  | T  | C  | C  | T  | T  | C  | T  | C  | V  | T  | T  | C  | T  | C  | C  | T  |
| Risultato | V | P | V | V | V | P | V | V | P | P  | P  | P  | P  | V  | P  | V  | P  | P  | P  | V  | V  | V  | V  | V  | P  | V  | P  | P  | P  | P  |

Fonte:  EuroLeague 2018-19 Games, su euroleague.net.
Legenda:

Luogo: C = Casa; T = Trasferta. Risultato: V = Vittoria; P = Sconfitta.
- = Turno di riposo.

### Statistiche giocatori
| Giocatore      | Serie A | Serie A | Serie A | Serie A | Eurolega | Eurolega | Eurolega | Eurolega | Coppa Italia | Coppa Italia | Coppa Italia | Coppa Italia | Supercoppa Italiana | Supercoppa Italiana | Supercoppa Italiana | Supercoppa Italiana | Totale | Totale | Totale | Totale |
| Giocatore      | PG      | PTI     | AST     | RIM     | PG       | PTI      | AST      | RIM      | PG           | PTI          | AST          | RIM          | PG                  | PTI                 | AST                 | RIM                 | PG     | PTI    | AST    | RIM    |
| -------------- | ------- | ------- | ------- | ------- | -------- | -------- | -------- | -------- | ------------ | ------------ | ------------ | ------------ | ------------------- | ------------------- | ------------------- | ------------------- | ------ | ------ | ------ | ------ |
| A. Della Valle | 29      | 214     | 37      | 4       | 12       | 25       | 3        | 9        | 1            | 3            | 0            | 3            | 2                   | 14                  | 0                   | 3                   | 44     | 256    | 40     | 19     |
| M. James       | 27      | 421     | 134     | 92      | 30       | 595      | 191      | 114      | 1            | 13           | 5            | 10           | 2                   | 27                  | 8                   | 5                   | 60     | 1056   | 338    | 221    |
| V. Micov       | 32      | 309     | 64      | 86      | 30       | 418      | 76       | 97       | 1            | 17           | 2            | 2            | 2                   | 29                  | 2                   | 7                   | 65     | 773    | 144    | 192    |
| F. Ferraris    | 1       | 0       | 1       | 0       | -        | -        | -        | -        | -            | -            | -            | -            | -                   | -                   | -                   | -                   | 1      | 0      | 1      | 0      |
| R. Musumeci    | 3       | 2       | 0       | 0       | -        | -        | -        | -        | -            | -            | -            | -            | -                   | -                   | -                   | -                   | 3      | 2      | 0      | 0      |
| C. Barbieri    | 1       | 0       | 0       | 0       | -        | -        | -        | -        | -            | -            | -            | -            | -                   | -                   | -                   | -                   | 1      | 0      | 0      | 0      |
| A. Gudaitis    | 9       | 133     | 8       | 74      | 24       | 263      | 8        | 150      | -            | -            | -            | -            | 2                   | 26                  | 3                   | 21                  | 35     | 422    | 19     | 245    |
| S. Fontecchio  | 34      | 137     | 9       | 39      | 5        | 0        | 0        | 0        | 1            | 0            | 0            | 1            | 2                   | 2                   | 0                   | 1                   | 42     | 139    | 9      | 41     |
| F. De Capitani | 1       | 2       | 0       | 0       | -        | -        | -        | -        | -            | -            | -            | -            | -                   | -                   | -                   | -                   | 1      | 2      | 0      | 0      |
| V. Lazzari     | 1       | 0       | 0       | 0       | -        | -        | -        | -        | -            | -            | -            | -            | -                   | -                   | -                   | -                   | 1      | 0      | 0      | 0      |
| A. D'Ambrosio  | 2       | 0       | 0       | 0       | -        | -        | -        | -        | -            | -            | -            | -            | -                   | -                   | -                   | -                   | 2      | 0      | 0      | 0      |
| K. Tarczewski  | 27      | 288     | 19      | 191     | 24       | 153      | 9        | 110      | -            | -            | -            | -            | -                   | -                   | -                   | -                   | 51     | 441    | 28     | 301    |
| N. Nedović     | 17      | 192     | 46      | 45      | 15       | 172      | 12       | 40       | -            | -            | -            | -            | 2                   | 37                  | 10                  | 7                   | 34     | 401    | 68     | 92     |
| M. Kuzminskas  | 33      | 303     | 23      | 110     | 30       | 255      | 22       | 98       | 1            | 7            | 1            | 2            | 2                   | 11                  | 6                   | 10                  | 66     | 576    | 52     | 220    |
| A. Cinciarini  | 34      | 221     | 97      | 103     | 14       | 45       | 12       | 19       | 1            | 0            | 0            | 1            | 2                   | 5                   | 4                   | 4                   | 51     | 271    | 113    | 127    |
| J. Nunnally    | 18      | 271     | 52      | 43      | 10       | 141      | 22       | 29       | 1            | 19           | 0            | 3            | -                   | -                   | -                   | -                   | 29     | 431    | 74     | 75     |
| C. Burns       | 36      | 169     | 12      | 121     | 14       | 14       | 1        | 11       | 1            | 4            | 0            | 2            | 2                   | 5                   | 0                   | 12                  | 53     | 192    | 13     | 146    |
| J. Brooks      | 35      | 208     | 36      | 157     | 29       | 175      | 29       | 153      | 1            | 11           | 3            | 13           | 2                   | 7                   | 2                   | 12                  | 67     | 401    | 70     | 335    |
| D. Bertāns     | 16      | 91      | 4       | 14      | 22       | 141      | 14       | 22       | -            | -            | -            | -            | 2                   | 0                   | 0                   | 1                   | 40     | 232    | 18     | 37     |
| C. Jerrells    | 27      | 280     | 55      | 61      | 30       | 186      | 44       | 31       | 1            | 6            | 2            | 0            | -                   | -                   | -                   | -                   | 58     | 472    | 101    | 92     |
| A. Omić        | 11      | 34      | 6       | 37      | 14       | 35       | 7        | 51       | 1            | 4            | 1            | 3            | -                   | -                   | -                   | -                   | 26     | 73     | 14     | 91     |

fonte= statistiche, su web.legabasket.it. URL consultato il 6 novembre 2020 (archiviato dall'url originale l'11 ottobre 2018).